# Cabañas de Sayago
Cabañas de Sayago és un municipi de la província de Zamora a la comunitat autònoma de Castella i Lleó, fronterer entre les comarques de Tierra del Vino i Sayago. Limita al nord amb Villanueva de Campeán i Pereruela, al sud amb Mayalde, a l'est amb Peleas de Arriba, i a l'oest amb Peñausende.

## Demografia
| 1991 | 1996 | 2001 | 2004 |
| ---- | ---- | ---- | ---- |
| 262  | 219  | 199  | 183  |